# Schattenbank
Eine Schattenbank (englisch shadow bank) ist ein Finanzunternehmen, das außerhalb des regulären Bankensystems im Rahmen der Finanzintermediation tätig ist. Ein solches Unternehmen übt bankenähnliche Tätigkeiten aus, ohne dass auf seine Tätigkeiten das Bankaufsichtsrecht (insbesondere das KWG und die CRR) unmittelbare Anwendung findet. Dem Schattenbankenwesen (englisch shadow banking, parallel banking, market-based finance) werden neben den Unternehmen auch Aktivitäten wie Verbriefungstransaktionen und Wertpapierfinanzierungsgeschäfte zugerechnet.
Schattenbanken rückten in den Fokus der Regulierungsbehörden (unter anderem ESFS, EBA, ESMA, BCBS, FSB und die BaFin), nachdem die Banken in Reaktion auf die Finanzkrise 2007/2008 strengeren Regelungen unterworfen wurden, die jedoch nur für klassische Kreditinstitute galten. Auf europäischer Ebene reagierte die EU-Kommission mit dem Grünbuch Schattenbanken auf das befürchtete Ungleichgewicht zwischen der Regulierung von Banken und anderen Finanzintermediären.

## Begriffsbestimmung und Abgrenzung

### Begriff der „Schattenbank“ und Kritik aus Fachkreisen
Das Kompositum Schattenbank erklärt bildhaft, dass sich die Tätigkeit von Schattenbanken weitgehend staatlicher Regulierung und statistischer Erfassung entzieht. Andreas Dombret hält den Begriff für unglücklich gewählt, da er durch negativ konnotierte ähnliche Begriffe wie Schattenwirtschaft und Schattenverschuldung ebenfalls negativ konnotiert sei. Der ehemalige Präsident des Federal Reserve Board Ben Bernanke hat Schattenbanken im April 2014 neutral definiert:

“Shadow banking, as usually defined, comprises a diverse set of institutions and markets that, collectively, carry out traditional banking functions[…]”

„Schattenbanken bestehen aus einem vielfältigen Anteil von Institutionen und Märkten, die insgesamt traditionelle Bankfunktionen übernehmen.“

Vermehrt wird daher der Begriff des „Alternativen Kreditgebers“ oder des „Alternativen Finanzintermediärs“ verwendet.

### Definition anhand der Tätigkeiten
Die Regulierungsbehörden prüfen die Schattenbankeigenschaft anhand der jeweiligen Tätigkeit, die an das Kerngeschäft des Bankensektors angelehnt ist. Hierunter zählen
- die Entgegennahme von Geldern mit einlageähnlichen Merkmalen
- die Durchführung von Fristen- und/oder Liquiditätstransformationen
- die Vornahme von Kreditrisikotransfers und/oder
- der Einsatz finanzieller Hebeleffekte.

Nimmt ein Unternehmen solche Tätigkeiten vor, ohne dass es der Bankenregulierung unterfällt, handelt es sich um eine Schattenbank.

### Einzelne Schattenbankinstitute
Zu den Schattenbanken gehören, der Deutschen Bundesbank zufolge, die folgenden Unternehmensarten:
- Geldmarktfonds
- Investmentfonds
  - offene Investmentfonds (Aktien-, Renten-, gemischte Wertpapierfonds und Hedgefonds),
  - geschlossene Investmentfonds;
- sonstige Finanzinstitute
  - sonstige Finanzinstitute im engeren Sinne:
    - Verbriefungszweckgesellschaften, Conduits, Structured Investment Vehicles,
    - Wertpapierhändler,
    - kreditgewährende finanzielle Kapitalgesellschaften (insbesondere Finanzierungsleasing- und Factoringgesellschaften);

  - sonstige Finanzinstitute im weiteren Sinne:
    - Unternehmen mit Kredit- und Versicherungshilfstätigkeiten (u. a. Briefkastenbanken),
    - firmeneigene Finanzierungseinrichtungen und Kapitalgeber (insbesondere Holdings).

Der Investmentfonds-Sektor ist mit etwa zwei Dritteln der Finanzaktiva der größte Schattenbanksektor in Deutschland, den kleinsten Sektor bilden mit etwa 0,15 % Marktanteil die Geldmarktfonds.

### Regulierungsrahmen vor der Finanzkrise 2007/2008
Nahezu sämtliche Unternehmen, die als Schattenbanken eingeordnet werden, standen bereits vor der Finanzkrise unter einem Regulierungsrahmen. Die Regulierungsansätze aus 2012 und den Folgejahren fokussierten sich jedoch darauf, dass Schattenbanken nicht der Bankenregulierung unterfielen und damit wesentliche Mechanismen zur Verhinderung von systemischen Risiken für das Finanzsystem nicht griffen.
Aus diesem Grund nahm die Regulierung des Schattenbankwesens seit dem Jahr 2012, beflügelt durch das Grünbuch Schattenbanken der EU-Kommission Gestalt an.

## Aktivitäten und Instrumente
Schattenbanken nehmen im Finanzsystem wichtige Funktionen wahr. So stellen sie eine zusätzliche Finanzierungsquelle dar und bieten Anlegern Alternativen zu Bankeinlagen. Für die langfristige Finanzstabilität bergen sie Risiken. Der Ansatz der Kommission im Hinblick auf Schattenbanken besteht in der Ermöglichung einer transparenten und widerstandsfähigen marktbasierten Kredittätigkeit und zeitgleicher Adressierung wesentlicher Risiken. Es soll gesichert werden, dass der Nutzen, der durch die Stärkung der Widerstandsfähigkeit bestimmter Akteure und Märkte erreicht wird, nicht durch die Verlagerung finanzieller Risiken in weniger regulierte Sektoren verringert wird. Möglichkeiten zur Aufsichtsarbitrage würden die Wirkung der Reformen stark untergraben.
Das Finanzmanagement von Schattenbanken nutzt Strategien, Finanzierungsinstrumente und Finanzprodukte wie Geschäftsbanken. Deshalb besteht die Strategie der Schattenbanken je nach Marktlage aus Spekulation, Arbitrage oder Hedging. Sie sind Marktteilnehmer auf dem Geld- und Kapitalmarkt und dort und außerhalb durch Interaktion mit Geschäftsbanken verbunden. Typische Akteure im Schattenbankensystem sind Geldmarkt- und Hedgefonds sowie Private-Equity-Fonds; sie sind formal keine Kreditinstitute, auch wenn sie funktional viele Gemeinsamkeiten mit den Investmentbanken aufweisen. Diese Nichtbanken können bankähnliche Geschäfte betreiben, also zum Beispiel Kredit gewähren. So kann ein Geldmarktfonds in kurzfristige Schuldverschreibungen von Unternehmen investieren. Verkauft ein Unternehmen Wertpapiere aus seinem Bestand und kauft sie Zug um Zug mit einem Termingeschäft zurück, erhält es für die Laufzeit dieses Repogeschäfts faktisch einen besicherten Kredit. Solche Transaktionen erweitern die Finanzierungsmöglichkeiten und stellen somit einen Weg dar, die Abhängigkeit der Unternehmen von Banken zu reduzieren.
Im Monatsbericht vom März 2014 erläuterte die Deutsche Bundesbank das Schattenbankensystem und deren Unterschiede zu Geschäftsbanken. So betreiben sie, im Gegensatz zu Geschäftsbanken, keine Giralgeldschöpfung. Ihnen fehlt der direkte Zugang zu Zentralbankliquidität. Daher sind sie in stärkerem Maße der Gefahr kurzfristiger Liquiditätsschwankungen ausgesetzt. Auch sind Passiva der Schattenbanken anders als Einlagen der Geschäftsbanken nicht im gleichen Maß von der staatlichen Einlagensicherung geschützt. Zudem ist die Regulierung der Schattenbanken weit weniger ausgeprägt als für Geschäftsbanken, obwohl es für einzelne Akteure und Aktivitäten einschlägige länderspezifische und supranationale Vorgaben gibt und diese weiterentwickelt werden. Die Bundesbank stellt die enge Verflechtung der Schattenbanken mit Geschäftsbanken heraus. So kaufen Geschäftsbanken von Zweckgesellschaften emittierte Schuldverschreibungen an, gewähren Kreditlinien an Akteure des Schattenbankensystems oder sind über die eigene Refinanzierung mit Akteuren im Schattenbankensystem verbunden, insbesondere mit Geldmarktfonds und anderen institutionellen Anlegern.
Eine Analyse des Office of Financial Research im US-Finanzministerium kam 2014 zu dem Schluss, dass in der durch Liquidität getriebenen Finanzsituation sehr wenige, sehr große institutionelle Marktteilnehmer mit hervorragenden Informationsstrukturen gezwungen sind, große Mengen an sehr liquiden Mitteln risikolos anzulegen. Zum Jahresende 2013 hielten sie zusammen rund 6 Billionen USD. Aus strukturellen Gründen haben diese Akteure keinen Zugriff auf Zentralbankgeld der Typen M0, M1, M2. Sie sind gezwungen, die Mittel in Form von Repos im Schattenbanksektor anzulegen. Sie begeben sich in einen Markt, auf dem ihnen immer ein risikogetriebener Anleger gegenübersteht.
Darin sehen die Autoren ein wesentliches Risiko für Finanzmarktinstabilitäten.
Im Juni 2014 betonte die Präsidentin der Bundesanstalt für Finanzdienstleistungsaufsicht (BaFin) Elke König, dass in der jüngeren Zeit Banken große Bestände an Risikopapieren an Schattenbanken verkauften oder auslagerten. Das erfordere eine stärkere Regulierung der Schattenbanken, „weil das Risiko ja nicht einfach verschwindet, sondern nur woanders ist, und zwar dort, wo wir als Aufsicht nichts ausrichten können.“
Die Chefin des Internationalen Währungsfonds (IWF), Christine Lagarde, warnte zu einem Bericht des IWF im Herbst 2014 vor der Gefahr, die von dem immer weiter wachsenden, weitgehend unregulierten Schattenbanksektor auf die Weltwirtschaft ausgehe. Vermutlich würden dort mittlerweile Anlagen und Verbindlichkeiten im Wert von über 70 Billionen US-Dollar (als Vergleich dazu über 55 Billionen Euro) verwaltet. In den USA sei der Bereich doppelt so groß wie der ganze Rest des Bankenbereichs und in Europa mache er gut die Hälfte aus. In China entspreche die Bilanzsumme der Schattenbanken vermutlich mehr als einem Drittel der chinesischen Wirtschaftsleistung. Damit stellten Schattenbanken eine undurchsichtige Blackbox von riesigem Ausmaß dar. Nach einer Meldung der Zeit von Anfang Februar 2015 kamen in den USA mittlerweile die Hälfte aller Kredite von Schattenbanken.

## Risiken
Die Finanzkrise ab 2007 bewies, wie auch außerhalb des Bankensystems Risiken für die Stabilität des gesamten Finanzsystems entstehen können. Zu dieser Finanzkrise trugen einerseits Probleme bei Schattenbankenaktivitäten wie die Verbriefung von Krediten bei. Andererseits gab es Schieflagen der dem Schattenbankensystem zuzurechnenden Akteure, vor allem Geldmarktfonds. Zudem ist ihre Verbindung zu systemrelevanten Banken ein großer Risikofaktor für das weltweite Finanzsystem. Durch Verflechtungen zwischen Banken und Institutionen außerhalb des bankenaufsichtlichen Regulierungsrahmens können Risiken übertragen werden – in direkter Form (etwa über Kredit- und Refinanzierungsbeziehungen oder Haftungsmechanismen und Garantiegewährungen) oder indirekt durch gemeinsame Gegenparteien oder Investitionen in Vermögenswerte derselben Art. In Deutschland stieg der Anteil des Schattenbankensektors an den Aktiva des gesamten Finanzsektors von Januar 1999 bis zum zweiten Quartal 2015 von 9 % auf 18 %.
Die EU-Kommission kategorisierte die Risiken des Schattenbankwesens im März 2012 wie folgt:
- Bei einlagenähnlichen Finanzierungsstrukturen kann es zum massiven Mittelabzug (im Bankwesen Bank Run genannt) kommen: Schattenbanken sind ähnlichen finanziellen Risiken ausgesetzt wie Banken, ohne vergleichbaren, durch Regulierung und Regulierungsaufsicht bedingten Zwängen und Gesetzen zu unterliegen.
- Akkumulierung eines hohen versteckten Fremdkapitalanteils: Tätigkeiten von Schattenbanken können in hohem Maße fremdfinanziert sein (Leverage Ratio), wobei Kreditsicherheiten mehrfach umgewälzt werden, ohne den von Regulierung und Aufsicht verhängten Limits zu unterliegen.
- Umgehung von Vorschriften und Regulierungsarbitrage: Schattenbankgeschäfte können missbraucht werden, um die Regulierung oder Aufsicht, denen reguläre Banken unterliegen, zu umgehen, indem die traditionelle Kreditvermittlung in rechtlich voneinander unabhängige, aber miteinander in Beziehung stehende rechtliche Strukturen aufgebrochen wird.
- Ungeordnete Insolvenzen mit Auswirkungen auf das Bankensystem: Jede Insolvenz einer Schattenbank kann enorme Ansteckungs- und Spillover-Effekte nach sich ziehen. In Krisen oder bei äußerst unsicheren Rahmenbedingungen können die von Schattenbanken eingegangenen Risiken leicht auf den Bankensektor übertragen werden.

Die vielfältige Verflochtenheit (Heterogenität) des Schattenbanksystems erschwert seine statistische Erfassung, macht sie aber nicht unmöglich. Die Bundesbank fokussiert sich bei Schattenbanken auf das Aggregat der sonstigen Finanzintermediäre einschließlich Geldmarktfonds (SFI) und ermittelte, dass – gemessen an der Bilanzsumme – im 3. Quartal 2013 insgesamt 32 % der SFI in Luxemburg und 18 % in den Niederlanden ihren Sitz hatten, in Deutschland waren 10 % beheimatet. Den größten Anteil machen in Luxemburg die Investmentfonds (35 %) aus, fast das gesamte Geldmarktfondsvermögen liegt in Frankreich (39 %), Irland (33 %) und Luxemburg (24 %).

## Geschichte und fortschreitende Regulierung

### Entstehung der ersten Schattenbankinstitute
Schattenbanken entstanden in den USA, wo sie außerhalb der Aufsicht der Securities and Exchange Commission (SEC) und des Aktiengesetzes der Vereinigten Staaten (Securities Act) operierten, ohne dass staatliche Stellen dagegen einschritten. Eine der ersten Schattenbanken war der im Oktober 1928 gegründete – und heute noch existierende – Pioneer Fund, der in keine Unternehmen investierte, die Waffen, Alkohol oder Tabak herstellten. Die Hypothekenbank Fannie Mae entstand 1938, als Wettbewerber folgte im Jahre 1970 Freddie Mac. Zu jener Zeit gab es auch die ersten Geldmarktfonds. Im September 1998 geriet der amerikanische Hedgefonds Long-Term Capital Management (LTCM) als Folge von Verlusten in Milliardenhöhe in eine bedrohliche Krise. Weil LTCM sich bei Banken hohe Summen geliehen hatte, deren Rückzahlung fraglich wurde, organisierte die New Yorker National Federal Reserve Bank eine Rettungsaktion.
In den USA gelten auch die öffentlichen Hypothekenfinanzierer Fannie Mae und Freddie Mac als Schattenbanken. Auch dadurch ist das Schattenbankensystem fast doppelt so groß wie das reguläre Bankensystem. Die Aktiva des Schattenbankensystems belaufen sich dort auf rund 175 %, in Deutschland hingegen nur auf rund 25 % derjenigen regulärer Banken. Diese Ausmaße sind von großer Bedeutung, da eine Krise im Schattenbanksystem der USA wegen starker Verflechtungen zum Geschäftsbankensystem zu Ansteckungseffekten im Geschäftsbanksystem führen kann. 2015 betrug das Kreditvolumen chinesischer Schattenbanken laut dem McKinsey Global Institute (MGI) 6,5 Billionen Dollar. Sie stehen für rund 30 % aller chinesischen Schulden.

### Bedeutung bei der Entstehung der Finanzkrise 2007/2008
Seit der Subprime-Krise hat sich „shadow banking“ in den USA zu einem bedeutenden Finanzkonzept entwickelt, das eine Möglichkeit zur Ausweitung von Krediten außerhalb des Bankensystems bot. Der von Paul McCulley (Pimco) zu Beginn der Finanzkrise ab 2007 im August 2007 geprägte Begriff Schattenbank verdeutlicht einerseits den Bankencharakter, andererseits die durchaus problematischen Aspekte eines nicht integrierten Systems, das abseits der staatlichen Aufsicht operiert. Oft wird die Zunahme des Schattenbankwesens als Folge der strengeren Regulierung der Kreditinstitute angesehen, die weltweit ab 2007 verstärkt begann.

### Untersuchungen
Nach dem Auftrag des G20-Gipfels vom November 2010 in Seoul legte das Financial Stability Board (FSB) (englisch für ‚Finanzstabilitätsaufsicht‘) am 27. Oktober 2011 einen Bericht über die Verstärkung und Regulierung des Schattenbanksektors vor. In diesem Bericht definiert das FSB das Schattenbanksystem als ein „System der Kreditvermittlung, an dem Unternehmen und Aktivitäten außerhalb des regulären Bankensystems beteiligt sind.“ Für 2010 hat das FSB das Volumen des globalen Schattenbanksystems grob auf etwa 46 Billionen Euro geschätzt, während es 2002 noch 21 Billionen Euro betragen hatte. Dies entspricht 25–30 % des gesamten Finanzsystems und der Hälfte aller Bankaktiva. In den Vereinigten Staaten ist dieser Anteil höher und liegt, Schätzungen zufolge, zwischen 35 und 40 %. Der Bericht stellte systemische Risiken und eine Neigung zur Verschiebung von Risiken hinein in Volkswirtschaften mit geringeren Auflagen (Regulierungsarbitrage) fest. Daraus leitete das FSB Empfehlungen zur Regulierung des Systems ab. Seit 2012 wird jährlich über die Entwicklung berichtet. Bis 2011 wurde ein weiterer Anstieg auf 67 Billionen US-Dollar registriert, was einem Viertel der Gesamtumsätze auf dem globalen Kapitalmarkt entspricht. Den Schätzungen des FSB zufolge stieg der prozentuale Anteil der Vermögenswerte von Finanzintermediären mit Sitz in Europa, die keine Banken sind, am weltweiten Volumen des Schattenbanksystems zwischen 2005 und 2010 stark an, während der Anteil der in den USA gelegenen Vermögenswerte sank.

## Europäische Regulierungsbemühungen

### Beginn der Regulierung
Mit Fortschreiten der Bankenregulierung als Reaktion auf die Finanzkrise der Jahre 2007/2008 trat ein Ungleichgewicht zutage: Da die klassische Bankenregulierung auf Schattenbanken keine unmittelbare Anwendung findet, wurden Schattenbanken aufgrund der weniger komplexen Regeln zu einer flexibleren Finanzierungsalternative.
Die Kommission veranstaltete am 27. April 2012 in Brüssel eine Konferenz zum Thema Schattenbankwesen. Nach der Konsultation zum vorlegislativen Grünbuch im März 2012 nahm die EU-Kommission am 4. September 2013 eine Mitteilung an, in der sie ihren Fahrplan vorlegte, Risiken zu begrenzen, insbesondere jene systemischer Art, im ungeregelten oder weniger regulierten Bereichen des Finanzsystems. Im November 2012 folgte das Europäische Parlament mit einer Resolution, welche die Kommission zum Handeln aufforderte. Ende Januar 2014 legte die EU-Kommission in Zusammenhang mit der Regulierung von Finanzrisiken einen Vorschlag bezüglich der Schattenbanken vor. Darin schlägt sie eine Registrierungspflicht für Wertpapierleih-Geschäfte vor, um Transparenz an dieser Schnittstelle zwischen „normalen“ Banken und Schattenbanken zu schaffen. Dies soll die Risikobewertung der Papiere erleichtern und Kunden Zugang zu wesentlichen Informationen über die Geschäfte involvierter Investmentfonds ermöglichen.
Im Januar 2016 registrierte der wissenschaftliche Dienst des Bundestages in einem Bericht über Schattenbanken in Deutschland eine Zunahme des Volumens von Anfang 1999 bis zum zweiten Quartal 2015 von nominal mehr als dem Dreifachen auf rund 2,6 Billionen Euro durch gestiegene Schattenbanken-Aktivitäten sowie geringe Vermögenswerte im Bankensektor („Deleveraging“).

### Regulierungsansätze
Weil von Schattenbanken sehr leicht systemische Risiken ausgehen können, forderten Aufsichtsbehörden deren Überwachung. Die Arbeiten des FSB ergaben, dass die ungeordnete Insolvenz einer Schattenbank direkt als auch indirekt über ihre Verknüpfung(en) mit regulären Banken mit Systemrisiken verbunden sein kann. Das FSB betonte, dass – solange derartige Geschäfte und Unternehmen geringerer Regulierung und Aufsicht unterliegen als der restliche Finanzsektor – eine verstärkte Bankenregulierung große Teile der Bankgeschäfte vom traditionellen Bankensystem in das Schattenbanksystem treiben kann. Dabei ist zu bedenken, dass die Finanzwirtschaft inzwischen die Realwirtschaft dominiert. War noch um 1980 die weltweite Realwirtschaft der Finanzwirtschaft quantitativ mit 2:1 überlegen, so ist sie heute mit 1:3,5 deutlich unterlegen. Da das Schattenbankwesen zur Finanzwirtschaft gehört, stärkt es deren Dominanz, so dass die Gefahr einer Übertragung von etwaigen Turbulenzen im Finanzsystem auf die Realwirtschaft weiter zunehmen kann.

### Stand der Regulierung im europäischen Finanzmarkt
Auf Grundlage des Grünbuchs der EU-Kommission wurden weitgehende Regelungen erlassen in Bezug auf
- Geldmarktfonds (Verordnung (EU) 2017/1131),[28]
- Kreditfonds,[29]
- Verbriefungen (Verordnung (EU) 2017/2402)[30] und
- Wertpapierfinanzierungsgeschäfte (Verordnung (EU) 2015/2365).[31]